# Цифровая линия задержки
Цифровая линия задержки — цифровое устройство, предназначенное для задержки цифровых сигналов на определённый промежуток времени (фиксируемый или изменяемый).

## Применение
Цифровые линии задержки предназначены для фазового выравнивания цифровых сигналов, могут быть использованы в целях цифровой обработки сигналов при построении цифровых фильтров и т. п. Цифровые линии задержки могут применяться также для замены традиционных гибридных линий задержки.
Цифровая линия задержки может применяться в ряде устройств цифровой обработки сигнала. Например, на основе линии задержки может быть построен цифровой фильтр.

## Устройство и принцип действия
Цифровая линия задержки может быть реализована на сдвиговом регистре либо на устройстве памяти с мультиплексором.
В простейшем случае цифровая линия задержки представляет собой ОЗУ, в каждом такте из некоторой ячейки которого считывается ранее записанное значение, которое выдается на выход. После чего в данную ячейку заносится текущее значение на входе, и адрес ячейки увеличивается на единицу. После достижения последней ячейки адресуется первая; иначе говоря, множество ячеек является закольцованным. Длительность задержки, таким образом, зависит от тактовой частоты (количества выборок/перезаписей в секунду) и количества адресуемых ячеек. В случае работы с аналоговым сигналом перед входом в линию задержки он преобразуется с помощью АЦП, а на выходе из линии (при необходимости) — обратно в аналоговый вид при помощи ЦАП.
Программно цифровая линия задержки может быть реализована по принципу закольцованной очереди (FIFO).

## Параметры
Основные
- Разрядность цифрового кода
- Максимальная частота дискретизации
- Число отводов
- Возможность управления
- Напряжение питания

Вторичные
- Максимальное время задержки